# Lou mei
Se llama lou mei a los platos elaborados cociendo a fuego lento algún ingrediente en una salsa a base de soja condimentada. El lou mei se hace a menudo con órganos internos de animales, sobre todo ternera, cerdo, pato y pollo. Se agrupan dentro de los siu laap (燒臘) como parte de la gastronomía cantonesa. Se encuentra con facilidad en las regiones del sur de China, y con menor frecuencia en restaurantes chinos extranjeros.
Muchos de los platos lou mei son también parte del dim sum y otros estilos de la cocina china. Normalmente el lou mei servido en yum cha cuenta con una parte específica en los restaurantes, ya que no suele venderse en puestos callejeros.

## Variedades
- Oreja de cerdo (豬耳)
- Tripas de pescado al vapor (蒸魚腸)
- Tripas de pescado frita (炒魚腸)
- Asadura de vaca (牛雜)
- Falda de vaca (牛腩)
- Molleja de pato (鴨腎)
- Lengua de cerdo (豬脷)